# Bagerque

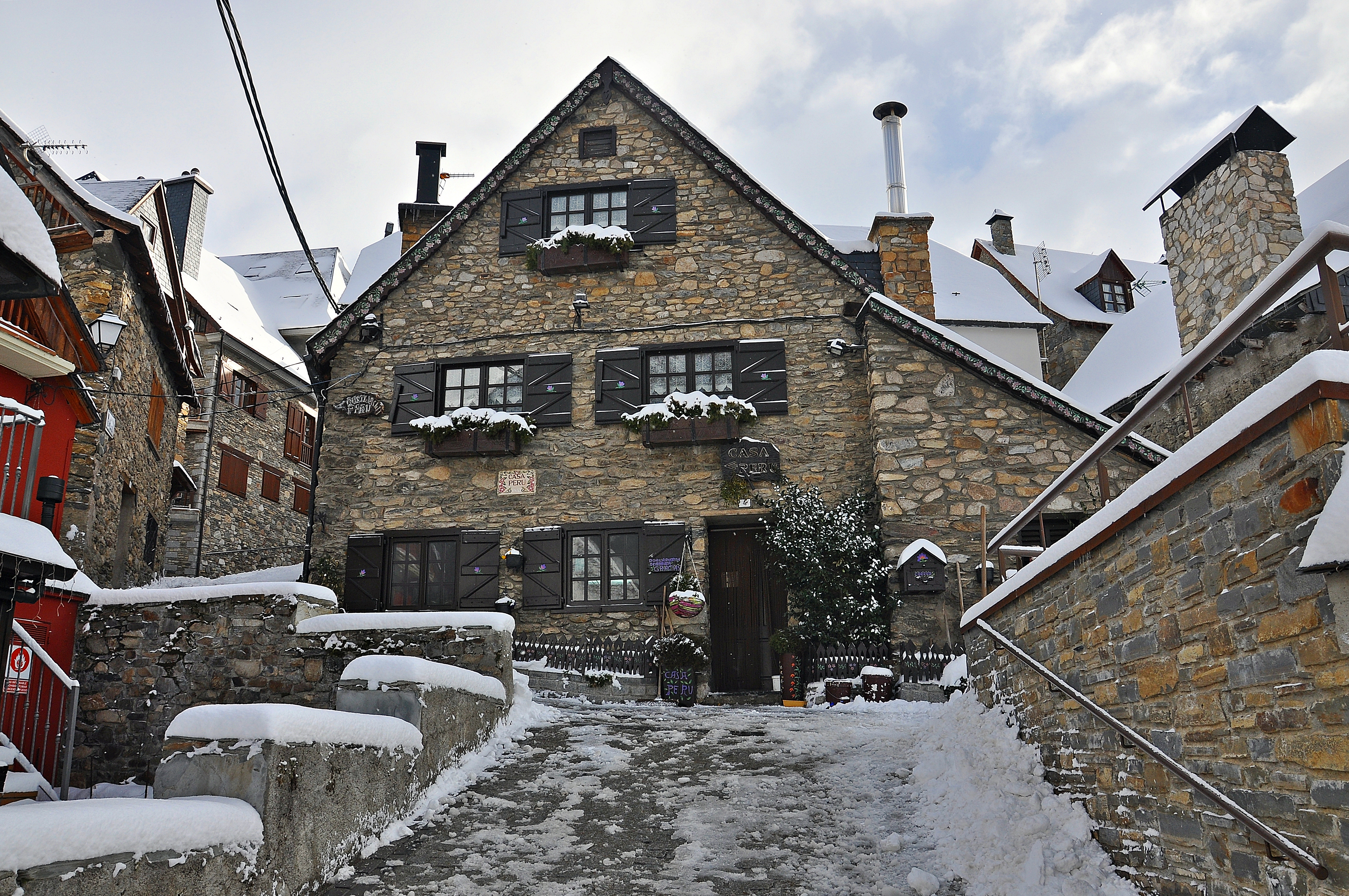
Casa típica pirenaica en Bagerque.

Bagergue (oficialmente en occitano: Bagergue) es una entidad de población española del municipio de Alto Arán, en la provincia de Lérida, comunidad autónoma de Cataluña, y cuenta con 107 habitantes (2017). Está considerada entidad municipal descentralizada, y forma parte del tercio de Pujòlo, una división territorial utilizada en el Valle de Arán como circunscripción para las elecciones al Consejo General de Arán. Pujòlo, uno de los seis tercios del Valle de Arán, engloba los antiguos municipios de Salardú, Gesa, Tredós y Bagerque, que pertenecen al municipio de Alto Arán.
Desde 2019 pertenece a la Asociación Los pueblos más bonitos de España, siendo el primer pueblo de Cataluña en acceder a la asociación.

## Geografía

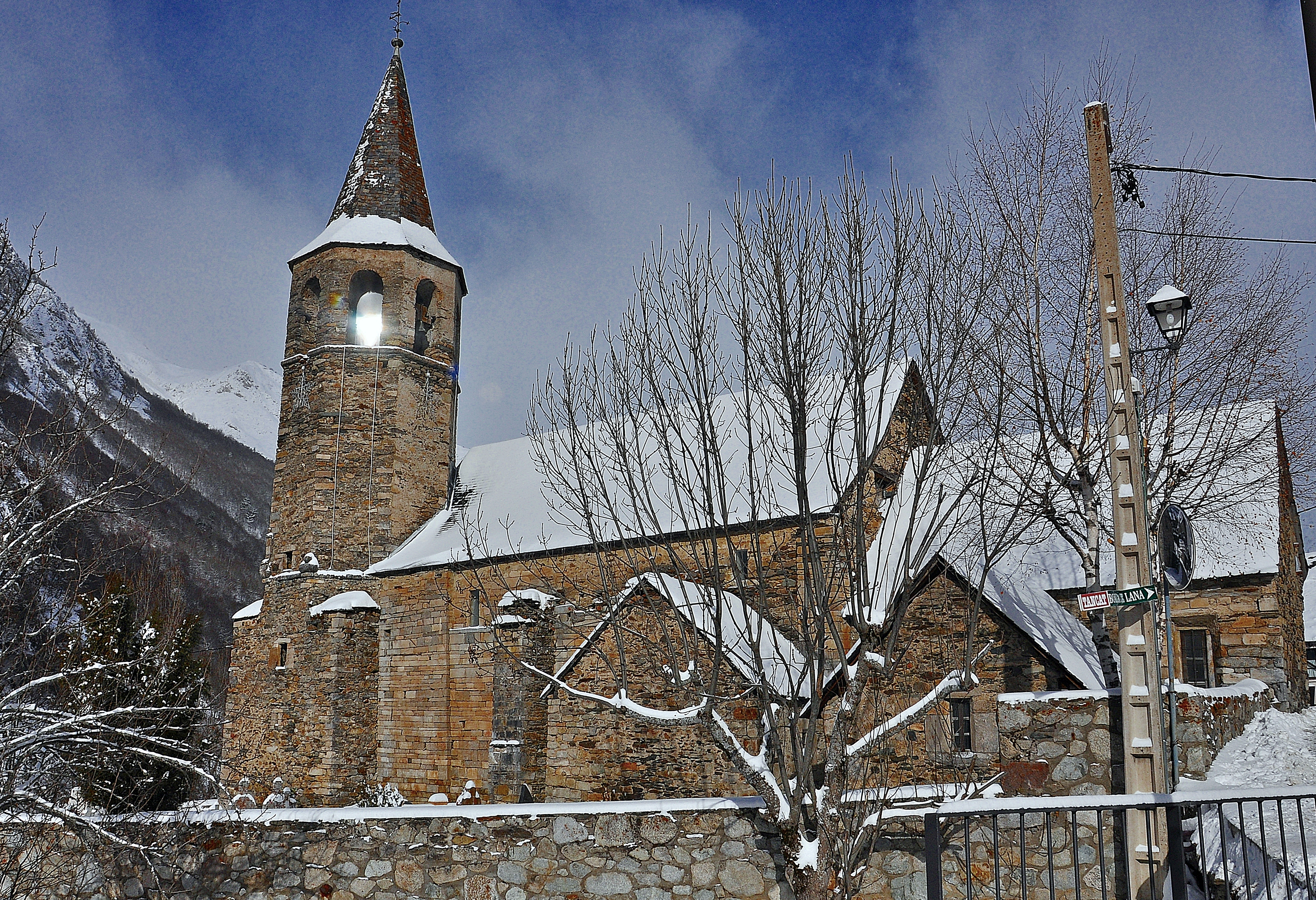
Iglesia de San Félix de Bagerque.

Bagergue es el municipio más alto del Valle de Arán, a 1419 m de altitud, situado a la izquierda del río Unhòla, afluente por el margen derecho del río Garona. El núcleo histórico forma parte del Inventario del Patrimonio Arquitectónico de Cataluña. Una carretera que termina en el pueblo desciende hasta Salardú.
Entre sus edificios destaca la iglesia parroquial de San Félix, del siglo XIII, aunque modificada en el siglo XVI, y la ermita de Santa Margarita de Bagerque, a un kilómetro hacia el norte del pueblo, siguiendo el río.
En la iglesia de San Félix, de origen románico, se sustituyó el ábside semicircular original por un presbiterio cuadrado y se añadieron dos capillas, una sacristía y un campanario. En el interior de la nave hay un Cristo del periodo gótico de transición y una estela funeraria prerrománica de cierta importancia.
En la calle Mayor se encuentra el museo de Eth Corrau, con más de dos mil objetos artesanales que muestran parte de la tradición y la historia del valle. Desde la iglesia de San Feliu sale el camino histórico que desciende hasta el río Unhòla (Arriu Unhòla en aranés), donde pasa junto a un molino harinero y continúa hasta Salardú.
Por Bagerque pasa el sendero de gran recorrido GR 211, el circular del Valle de Arán, que sube hasta el pueblo por el camino histórico desde Salardú y sigue subiendo hasta Baqueira Beret.
La fiesta de San Félix se celebra a principios de agosto, y se celebra una romería a Santa Margarita el 20 de julio.

## Historia
Bagerque es mencionado en documentos de principios del siglo XIV, cuando sus hombres juran fidelidad al rey de Aragón.
En la cabecera del río Unyola se encuentran los lagos de Liat (Estanh Long de Liat), Montoliu y Mauberme (Estanhets de Maubèrme).
Aquí falleció Pau Donés, el vocalista de Jarabe de Palo.

## Geografía humana

### Demografía
| Gráfica de evolución demográfica de Bagerque entre 1842 y 1960 |
| |
| Población de derecho según los censos de población del INE Población de hecho según los censos de población del INEEntre el censo de 1970 y el anterior, este municipio desaparece porque se integra en el municipio 25025 (Alto Arán) |

## Monumentos y lugares de interés
- Iglesia románica de San Feliú del siglo XIII.
- Santuario de Santa Margarita de Bagerque.
- El Corral, museo particular donde se muestran objetos culturales y artesanos.[8]
- Lagos de Liat, Montoliu y Mauberme, al norte del núcleo.